# السحر (فلم)
السحر (بالتركية: Büyü) هو فيلم رعب تركي من إخراج أورهان أوغوز سنة 2004.

## القصة
مجموعة من علماء الآثار يذهبون إلى مدينة أشباح، وينجاهلون تحذيرات السكان الأصليين بأن المدينة ملعونة بسبب أحداث وقعت في الماضي.

## روابط خارجية
- مقالات تستعمل روابط فنية بلا صلة مع ويكي بيانات